# Hugo Alfons Dietrichstein
Hugo Alfons kníže Dietrichstein-Mensdorff-Pouilly, (německy Hugo Alfons Eduard Emanuel Josef Johann Wenzel Fürst Dietrichstein-Mensdorff-Pouilly zu Nikolsburg, 19. prosince 1858 Praha – 20. srpna 1920 Jáchymov), byl rakouský šlechtic, generál, diplomat a dvořan. Pocházel z francouzského rodu Mensdorff-Pouilly, který převzal jméno vymřelého rodu Ditrichštejnů (1868). Na Moravě vlastnil velkostatek Mikulov.

## Život a kariéra

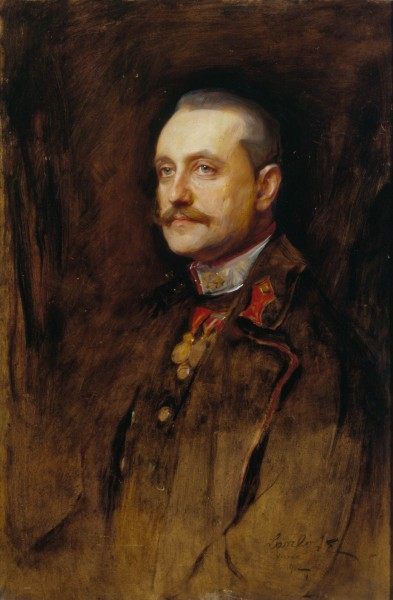
Kníže Hugo Dietrichstein (1902, Philip de László, zámek Mikulov)

Hugo Alfons Eduard Emanuel Josef Jan Václav kníže Dietrichstein-Mensdorff-Pouilly na Mikulově se narodil v Praze jako starší syn rakouského ministra zahraničí hraběte Alexandra z Mensdorff-Pouilly (1813–1871), který po vymřelém rodu Ditrichštejnů spolu s dědictvím Mikulova získal nárok na knížecí titul Dietrichstein-Mensdorff-Pouilly (1868). Hugovou matkou byla Alexandrina, rozená Ditrichštejnová (1824–1906).
Jako dítě byl Hugo vychován pod osobním dohledem otce, díky tomu část dětství strávil v rodné Praze, kde byl otec Alexandr v letech 1870–1871 místodržitelem. Bližší osobní vazby k otci ale neměl, odtažitý vztah měl i s matkou, což dokládá dochovaná korespondence. Středoškolské vzdělání dokončil v roce 1875 maturitou na Skotském gymnáziu ve Vídni, poté absolvoval studium práv na univerzitě ve Vídni (1875–1879). Souběžně od svých devatenácti let sloužil v c. k. armádě, v roce 1879 byl jmenován poručíkem a byl přidělen k 6. dragounskému pluku v Brně. V roce 1885 byl povýšen na nadporučíka a nadále sloužil v Brně u 10. jezdecké brigády, souběžně byl zařazen do důstojnického sboru generálního štábu, později byl převelen do Krakova. V roce 1889 byl povýšen na kapitána a v letech 1889–1892 zastával funkci vojenského attaché v Petrohradě. Během diplomatické mise v Rusku se seznámil se svou pozdější manželkou Olgou, s níž uzavřel sňatek v roce 1892. V roce 1895 byl povýšen na majora a stal se jedním z pobočníků císaře Františka Josefa. Jako císařský křídelní pobočník postupoval v hodnostech (podplukovník 1897, plukovník 1900). Za první světové války byl znovu povolán do aktivní služby, obdržel titulární hodnost polního podmaršála (1916) a zastával funkci guvernéra v Lublini.

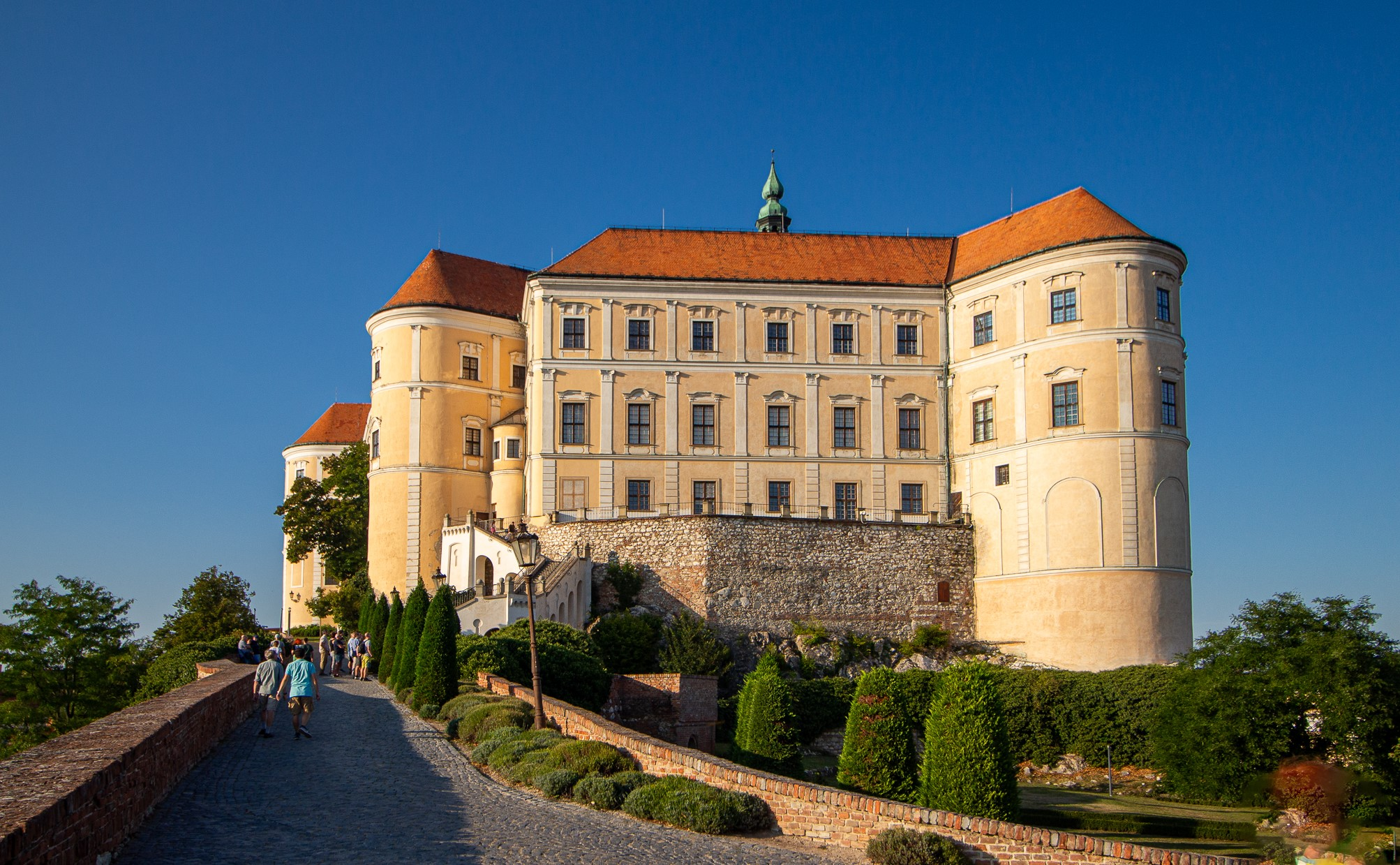
Zámek Mikulov

V roce 1907 byl jmenován dědičným členem rakouské Panské sněmovny. V roce 1910 byl zvolen za velkostatkářskou kurii do Moravského zemského sněmu, jeho zasedání se sice zúčastnil, ale na půdě sněmu aktivně nevystupoval. Podruhé byl zvolen v roce 1913, ale mandátu se vzápětí vzdal. V letech 1909–1913 zastával funkci viceprezidenta rakouského Červeného kříže.

## Tituly a ocenění
Po otci v roce 1871 zdědil knížecí titul Dietrichstein-Nikolsburg s nárokem na oslovení Jasnost (Durchlaucht). V roce 1881 byl jmenován c. k. komořím a v roce 1906 obdržel titul c. k. tajného rady. Za zásluhy obdržel Řád sv. Štěpána (1905) a Řád zlatého rouna (1907). Jako příslušník nejvyšší šlechty, diplomat a dlouholetý císařský pobočník byl také nositelem řady vyznamenání od zahraničních panovníků.

### Zahraniční řády a vyznamenání
- Řád sv. Stanislava I. třídy (Rusko)
- Řád svaté Anny II. třídy (Rusko)
- Řád červené orlice II. třídy (Německo)
- Řád pruské koruny II. třídy (Německo)
- rytíř Řádu Albrechtova (Sasko)
- Řád rumunské hvězdy (Rumunsko)
- Řád posvátného pokladu III. třídy (Japonsko)
- Řád Leopolda (Belgie)
- Řád svatých Mořice a Lazara (Itálie)
- komandér Viktoriina řádu (Spojené království)
- Řád Fridrichův (Württembersko)
- velkokříž Řádu württemberské koruny (Württembersko)

Zemřel náhle na srdeční selhání během pobytu v lázních Jáchymov v roce 1920 ve věku 61 let.. Je pohřben v Ditrichštejnské hrobce v Mikulově.

## Majetek
Formálně se v roce 1871 stal dědicem velkostaku Mikulov, správu majetku ale až do roku 1906 vedla matka Alexandrina.. K velkostatku Mikulov patřilo přes 3 700 hektarů půdy a několik průmyslových provozů, až po Hugově úmrtí do rozsahu majetku radikálně zasáhla pozemková reforma. Po převzetí Mikulova v roce 1906 přistoupil k modernizaci interiérů a na zámek nechal zavést plyn a elektřinu. Vlastnil také Ditrichštejnský palác ve Vídni (Minoritenplatz č.p. 3), kde se svou manželkou vedl společenský život. 

## Rodina
Dne 27. července 1892 se v Baden-Badenu oženil s ruskou šlechtičnou princeznou Olgou Alexandrovnou Dolgorukovou (1873–1946), s níž se seznámil v diplomatických službách v Rusku. Olga pocházela z významného ruského rodu Dolgorukých, její otec kníže Alexandr Sergejevič Dolgorukov (1841–1912) byl ruským nejvyšším maršálkem, členem státní rady a vlastníkem 70 000 hektarů půdy na Ukrajině. Olga byla později jmenována c. k. palácovou dámou. Z manželství Huga Dietrichsteina a Olgy Dolgoruké pocházelo šest dětí, z nichž dvě zemřely v dětství. Syn Alexandr (1899–1964) byl posledním majitelem Mikulova, a protože zemřel bez mužského potomstva, byl také v historii posledním nositelem jména Dietrichstein.
Hugův mladší bratr Albert jako druhorozený syn užíval titul hrabě Dietrichstein-Mensdorff-Pouilly. Věnoval se diplomacii a vynikl jako dlouholetý rakousko-uherský velvyslanec v Londýně. Jejich sestra Marie Gabriela (1858–1889) se provdala za hraběte Huga Kálnokyho, další sestra Klotylda (1867–1942) byla manželkou významného uherského politika hraběte Alberta Apponyiho.

### Děti
- 1. Hugo (*/† 1893)
- 2. Alexandrina (24. 3. 1894 Vídeň – 17. 12. 1981 Vídeň)
  - ⚭ (16. 10. 1918 Vídeň) Wolfgang von Küenburg (30. 10. 1890 – 24. 12. 1949)
- 3. Josefa (*/† 2. 2. 1895 Vídeň)
- 4. Olga (4. 12. 1897 Vídeň – 25. 7. 1970 Vídeň)
  - ⚭ (14. 11. 1922 Vídeň) Josef František Daubek (24. 1. 1888 Brno – 4. 8. 1935 Brno)
- 5. Alexandr II. (15. 7. 1899 Vídeň – 12. 1. 1964 Mnichov), poslední majitel Mikulova
  - ⚭ (29. 10. 1930 Paříž) María de las Mercedes Dose y Obligado (18. 6. 1903 Buenos Aires – 21. 1. 1964 Mnichov)
- 6. Marie (6. 1. 1901 Vídeň – 2. 6. 1945), svobodná a bezdětná